# 小松愛梨
小松 愛梨（こまつ あいり  ）は、日本の女優。
東京都出身。スウィートパワーの新人部門であるフレッシュパワーに所属していたタレントである。

## 出演作品

### ドラマ
- 山田太一ドラマスペシャル・終戦60年特別企画「終りに見た街」（2005年、テレビ朝日系）
- School girls #6（2006年、エンタ!371、パンチクラブ）
- 土曜ドラマ「病院のチカラ〜星空ホスピタル〜」（2007年、NHK） - 百合 役
- 土曜ワイド劇場「北多摩署・蟹沢刑事の特捜事件ファイル」（2007年、テレビ朝日系） - 蟹沢刑事の次女 役
- ドラマW「孤独の歌声」（2007年、WOWOW） - 朝山風希（少女時代） 役
- 東京少女 桜庭ななみ 第1話「恋より大切なこと」（2008年、BS-i） - 美咲 役

### 映画
- スキトモ（2007年） - 蒼井みさお 役
- 夕凪の街 桜の国（2007年） - 石川七波（少女時代） 役